# On the Job: The Missing 8
On the Job: The Missing 8 (también conocido como On the Job 2 o OTJ 2) es una película filipina de suspenso y crimen de acción de 2021 dirigida por Erik Matti y escrita por Michiko Yamamoto. Es una secuela de la película de 2013 On the Job, cuenta la historia de un periodista (interpretado por John Arcilla) que investiga la misteriosa desaparición de sus colegas, y un prisionero (interpretado por Dennis Trillo) que es liberado temporalmente para llevar a cabo asesinatos.
La película se estrenó el 10 de septiembre de 2021 en la 78.ª edición del Festival Internacional de Cine de Venecia, donde ingresó a la Competencia Principal por el León de Oro y ganó la Copa Volpi al Mejor Actor para John Arcilla. Fue seleccionada como la entrada filipina a la Mejor Película en Lengua Extranjera en la 95.ª edición de los Premios Óscar. Fue lanzado como una miniserie para HBO Asia (junto con la primera película como los dos primeros episodios) llamada On the Job.

## Sinopsis
Sisoy Salas, un reportero corrupto de un periódico local, se ve obligado a iniciar una investigación tras la desaparición de sus compañeros y lo enfrenta a sus intereses personales. Mientras tanto, Román Rubio, un recluso que habitualmente sale de prisión para cometer asesinatos, es sentenciado a cadena perpetua por un crimen que no cometió y, no queriendo pasar el resto de su vida como asesino a sueldo, comienza a planear maneras. recuperar su libertad por cualquier medio necesario.

## Reparto
- John Arcilla como Sisoy Salas[5]
- Dennis Trillo como Román Rubio
- Dante Rivero como alcalde Pedring Eusebio
- Christopher de León como Arnel Pangan
- Lotlot de León como Weng
- Leo Martínez como Gen. Pacheco
- Agot Isidro como La senadora Alice Samson
- Andrea Brillantes como Diane Salas
- Rayver Cruz como Bernabé
- Joey Márquez como El sargento Joaquín Acosta

Wendell Ramos, Ricky Davao, William Martinez, Vandolph Quizon, Eric Fructuoso, Ina Feleo, Isabelle de Leon, Megan Young y Soliman Cruz tienen papeles no revelados.

## Producción
El director Erik Matti originalmente tenía la intención de que la secuela de On the Job fuera una serie web, hasta que en 2018 se informó que la estaba convirtiendo en una secuela de largometraje Con On the Job 2, Matti quería abordar la corrupción en los medios filipinos y ofrecer un comentario social sobre el estado actual del gobierno filipino. Según Matti, la película continuará donde la dejó la original y contará con cuatro historias entrelazadas en "una película de tres horas y 28 minutos". Erwin Romulo, retomando su papel de la primera película como director musical, ha dicho que On the Job 2 es el "trabajo más enojado" de Matti. Matti estuvo de acuerdo, después de haberle dicho a NME en una entrevista de febrero de 2021:
Creo que por On The Job, supongo… sí, es lo más enojado que he estado. Pero lo que hago principalmente en mis películas es explorar. Me interesan los procesos: ¿Cómo llega un periódico a sus noticias? ¿Cómo se construye una iglesia con el pretexto de obtener dinero de sus feligreses? Esas son cosas que me importan. Se ha investigado mucho. Por supuesto, descubrimos que en los pueblos pequeños principalmente hay políticos que se encargan de los periódicos y las estaciones de radio, y ahí es donde entran los problemas con el interés propio.
Se informó que Dennis Trillo, Lotlot de Leon, Ricky Davao, William Martinez, John Arcilla, Dante Rivero, Vandolph Quizon y Eric Fructuoso se unieron al elenco en 2018. En 2019, Rayver Cruz, Christopher de Leon, Soliman Cruz. Ina Feleo, Isabelle de León y Andrea Brillantes fueron anunciadas como coprotagonistas. El rodaje comenzó ese mismo año, y se completó en agosto de 2020 durante la pandemia de COVID-19. La posproducción se completó en junio de 2021 y duró "alrededor de siete meses".

## Lanzamiento
La película se proyectó para la competencia principal de la 78.ª edición del Festival Internacional de Cine de Venecia, con la asistencia de Matti y Trillo. Recibió una ovación de pie de 5 minutos durante el estreno. Durante la ceremonia de premiación, John Arcilla ganó la Copa Volpi al Mejor Actor, con Arcilla (que no asistió debido a compromisos de filmación en Ang Probinsyano de FPJ) dando su discurso de aceptación a través de una videollamada en línea y Matti aceptando físicamente el premio en su nombre.
La película también ha sido invitada oficialmente en la sección 'Harbour' de la 51.ª edición del Festival Internacional de Cine de Róterdam, que se celebrará del 26 de enero al 6 de febrero de 2022.

## Miniseries
On the Job es una miniserie filipina de seis partes creada y desarrollada por Erik Matti para HBO Asia Originals. Fue una adaptación de las dos películas On the Job: la película de 2013 y su secuela The Missing 8, ambas dirigidas por Matti. Los dos primeros episodios de la miniserie son una versión reeditada y remasterizada de la primera película.

## Recepción

### Respuesta crítica
Tanto la película como la miniserie han recibido críticas muy positivas de los críticos. Escribiendo para Variety, Jessica Kiang llamó a la película "un atracón de pantalla grande en expansión y satisfactorio". Keith Uhlich, de The Hollywood Reporter, elogió los escenarios de la película pero criticó algunas de las elecciones estilísticas de la película. En una reseña de la miniserie de HBO, Marcus Goh de Yahoo News elogió los elementos dramáticos de la serie y su manejo de los personajes, y concluyó que "Filipinas puede ser un fuerte competidor para los thrillers criminales asiáticos, rivalizando con lugares más establecidos como Hong Kong".

### Reconocimientos
John Arcilla ganó la Copa Volpi al Mejor Actor en la 78.ª edición del Festival Internacional de Cine de Venecia el 11 de septiembre de 2021 por su actuación en esta película.

## Secuela
Matti reveló que se está trabajando en una segunda secuela, que contará con "personajes de las dos primeras entregas" y "podría ser el final de la franquicia".